# 마르크스주의 사회학
마르크스주의 사회학은 마르크스주의의 관점을 기반으로 하는 사회학의 한 분파이다. 마르크스주의 자체도 정치 철학이면서 동시에 사회학으로도 인정되고 있다. 사회학으로서 마르크스 주의는 다른 표준적, 규범적 분파에 비해 보다 과학적, 구조적, 객관적인 연구를 하고자 한다. 마르크스주의 사회학은 “자본주의 사회에서 혁명적 노동 계급을 동원하기 위해 마르크스주의의 경험주의와 실증주의적인 방법을 발전시킨 갈등 이론”으로 정의할 수 있다. 미국 사회학 학회의 마르크스주의 사회학 분과는 자신들의 연구 분야에 대해 "마르크스주의 방법론과 분석법을 활용하여 복잡하고 역동적인 현대 사회를 설명하고자 한다"고 밝히고 있다. 마르크스주의 사회학은 비판 이론과 문화학의 발전을 촉진하였다.

## 개념과 주제
마르크스주의 사회학의 핵심 개념은 역사적 유물론, 생산 양식, 자본과 노동의 관계와 같은 것이 있다. 마르크스주의 사회학은 경제와 사회의 관계를 중요하게 생각하지만, 그것만 다루는 것은 아니다. 마르크스주의 사회학의 핵심 질문은 다음과 같다.
- 자본은 노동자를 어떻게 통제하는가?
- 생산양식은 사회 계급에 어떻게 영향을 주는가?
- 노동자, 자본, 국가, 문화는 어떠한 관계에 놓여 있는가?
- 경제 지표는 사회적 성별과 인종과 같은 하위 문화를 포함하여 사회에 어떻게 불평등을 초래하는가?

마르크스주의 사회학은 사회학 이론 분야에서 갈등 이론과 비판 이론이 결합된 주요 사회학 패러다임의 하나로 여겨지고 있다. 또한, 마르크스주의와 연관되어 있기 때문에 계급 혁명의 달성과 일정 정도 관련을 갖고 있기도 하다. 한편, 마르크스주의 철학이 주로 관념 철학에 대해 비판하는 것을 목표로 하는 것에 비해, 마르크스주의 사회학은 정치경제학적 현상의 객관적 기술을 목표로 한다.
경제사회학 역시 마르크스주의 사회학과 같이 경제 현상과 사회의 관계를 탐구하지만, 마르크스주의 사회학은 마르크스주의의 관점을 기반으로 한다는 차이점이 있다.

## 역사
마르크스주의 경제학은 19세기 말부터 20세기 초 사이에 카를 마르크스의 영향을 받아 형성되었다. 마르크스는 막스 베버, 에밀 뒤르켐 등과 함께 초기 사회학의 각 분야에 두루 영향을 준 사상가이다. 초기 마르크스주의 학파는 오스트리아 마르크스주의로 불렸는데 카를 그뤼베르크, 안토니오 라브리올라와 같은 학자들이 대표적이다. 초기 마르크스주의 사회학은 학계 밖에서 발전되었고, 종종 “부르주아 학파”에 대해 대적한다고 표방하기도 하였다.
그러나, 러시아 혁명 이후 소련은 사회학 자체를 부르주아의 학문으로 여겨 연구를 억압하였고 마르크스주의 사회학 역시 이러한 이유로 공산주의 국가 내에서 탄압을 받았다. 이러한 탄압이 수 십년 지속된 뒤 마르크스주의 사회학이 다시 시작되었지만, 소련을 중심으로한 역사적 유물론의 도그마를 옹호하는 소비에트 마르크스주의 학파와, 소련에 대해 독립적인 서방 세계의 마르크스주의 연구자들을 중심으로 한 학파로 양분되었다. 1940년대부터 시작된 서방 마르크스주의는 점차 서구 학계의 일원이 되어 프랑크푸르트 학파의 비판 이론과 같이 사회학의 분파로서 인정받게 되었다.
탈공산주의 이후 옛 공산주의 국가에서는 마르크스주의 사회학을 배격하는 성향이 두드러지게 나타나고 있는데, 대표적인 사례로는 폴란드의 사회학 동향을 들 수 있다. 그러나, 중국의 사회학과 같이 공산주의가 유지되고 있는 나라에서 마르크스주의 사회학은 여전히 주류 학파로서 유지되고 있다.

## 더 읽어 보기
- Tom B. Bottomore, Marxist sociology, Macmillian, 1975
- Martin Shaw, Marxist sociology revisited: critical assessments, Macmillian, 1985